# هيلين كلارك
هي هيلين اليزابث كلارك ولدت في مدينة هاملتون الواقعة في مقاطعة ويكاتو النيوزيلندية عام 1950و هي أكبر أخواتها الأربع
انتقلت مع عائلتها الي مدينة اوكلاند بعد أن قضت 12 عاما في مسقط رأسها وفي مزرعة عائلتها والتحقت بمدرسة ابسوم للبنات بعد ذلك التحقت بجامعة اوكلاندعام 1968 وهي الجامعة الأعرف في البلاد وتصنف من بين أقوى 50 جامعة في العالم حاليا وحصلت على البكالوريس بمرتبة الشرف ومن ثم درجة الدكتوراه وكان موضوع أطروحتها هو التمثيل السياسي الريفي عام 1974.
وخلال دراستها الجامعية أخدت توجهاتها وآراءها السياسية بالظهور فانتقدت نظام التفرقة العنصرية في جنوب أفريقيا ابان نضال الأفارقة ضد نظام الفصل العنصري والذي فرضته الأقلية البيضاء وعارضت التجارب النووية في جنوب المحيط الهادي وحرب فيتنام.
عملت كمحاضرة وأستاذة في نفس الجامعة من عام 1973-1981 حيث انتخبت كعضو في البرلمان.
وفي 1986 مُنِحتْ جائزةَ السلامِ السنويةِ لمؤسسةِ السلامِ الدانماركيةِ لعملِها في التَرويج للسلامِ ونزعِ السلاح.
في 1987، بعد إعادةِ انتخاب حزب العملِ، هيلين كلارك حَملتْ عدد مِنْ الحقائبِ الوزاريةِ - الدفاع، إلاسكان، العمل والصحة.
و مِنْ أغسطس/آبِ 1989 حتى أكتوبر/تشرين الأولِ 1990 عينت كنائب لرئيس الوزراء.
1993 انتخبتْ كزعيمة لحزب العمالِ وعَملَت كزعيمِ للمعارضةِ حتى الانتخابات العامة في نوفمبر/تشرين الثّاني 1999
وفي عام 1999 انتخبت كرئيسة وزراء بعد ما يقارب من 30 عاما قضتها ناشطة في صفوف حزب العمال واطلق عليها انذاك في البرلمان 'Mother of the House' ام البيت وذلك لأنها أكثر امرأه خدمت من حيث المدة والذي وصلت إلي 19 عاما تحت قبة البرلمان.
اعيد انتخابها في الأعوام 2002 و 2005 وتستعد حاليا لخوض انتخابات 2008 وتأمل ان يعاد انتخابها للمره الرابعة على التوالي

## حياتها الشخصية
هيلين كلارك متزوجه مِنْ الدّكتورِ بيتر ديفيس، أستاذ عِلْمِ الاجتماع ورئيسِ قسمِ عِلْمَ الاجتماع في جامعة اوكلاند

## هواياتها
لدى هيلين شغف بالسفر على الأقدامِ والتزحلق الريفيِ. في يناير/كانون الثّاني 1999 تسلقت أعلى قمة في أفريقيا 5895 متر وهي قمة جبل كليمنجاروالشهير.

## وصلات خارجية
- هيلين كلارك على موقع IMDb (الإنجليزية)
- هيلين كلارك على موقع الموسوعة البريطانية (الإنجليزية)
- هيلين كلارك على موقع مونزينجر (الألمانية)
- هيلين كلارك على موقع إن إن دي بي (الإنجليزية)